# Brasão de armas do Nepal
O brasão de armas do Nepal foi alterado durante o período seguinte à reconciliação nepalesa após a Guerra Civil. Em 30 de Dezembro de 2006, um novo brasão de armas foi introduzido. Ele contém a Bandeira do Nepal; o Monte Everest; os montes verdejantes, simbolizando as regiões montanhosas do Nepal e de cor amarela simbolizando a região fértil do terai; as mãos unidas de homens e mulheres, que simbolizam a igualdade entre os sexos; e uma grinalda de rhododendrons (a flor nacional). Acima deste, uma silhueta branca em forma do Nepal. Na base, uma faixa vermelho carrega o lema nacional em sânscrito: जननी जन्मभूमिश्च स्वर्गादपी गरीयसी (jananī janmabhūmiśca svargādapi garīyasī), o que se traduzir como "A mãe e a pátria são superiores aos céus."

## História
O brasão de armas em uso antes de 30 de dezembro de 2006 era constituído por uma vaca branca, um faisão-do-nepal (Lophophorus impejanus), dois soldados Gurkha (um portador de uma kukri e um arco, o outro um rifle), os picos dos Himalaias, atravessados por bandeiras do Nepal e kukris, e as pegadas de Gorakhnath (a guardiã dos Gurkhas). Ele também contém à mesma a faixa vermelha com o lema nacional. Este brasão de armas foi precedido pelo actual brasão.